# Slagalica strave
Slagalica strave (izvorno Saw) američki je horor film iz 2004. godine. Film je režirao James Wan, koji je zajedno s Leighom Whannellom napisao i scenarij. Snimanje je trajalo samo 18 dana, premijera je bila na Sundance festivalu u siječnju 2004., a u međunarodnu je distribuciju Slagalica strave krenula 29. listopada iste godine. Film je originalno ocijenjen s NC-17, zbog snažnog grafičkog nasilja. Ta verzija je dostupna kao Slagalica strave: Necenzurirana verzija, posebno DVD izdanje Slagalice strave koje je izdano otprilike u isto vrijeme kada je Slagalica strave II puštena u kina. Razlika između R-ocijenjene i neocijenjene je minimalna. Film je #3 na popisu najstrašnijih filmskih trenutaka koji je napravio Bravo. Nastavak filma, nazvan Slagalica strave II izdan je 28. listopada 2005., a treći dio Slagalica strave III izdan je 27. listopada 2006.

## Radnja
Na početku filma, mladić bez svijesti je zaronjen u staru kadu punu vode. Ubrzo dođe do svijesti i panično izleti iz kade. Nakon što se glas obrati mladiću, neke stropne svijetiljke se upale, i otkriju da se mladić nalazi u staroj industrijskoj kupaonici zajedno s još jednim čovjekom koji se nalazi na drugom kraju sobe. Taj čovjek sebe predstavlja kao Lawrence Gordon (Cary Elwes), kirurg. Kasnije se otkrije da je mladić koji se probudio u kadi fotograf po imenu Adam Faulkner (Leigh Whannell). Obojica su imaju lance vezane za gležanje njihove noge i za cijev koja se nalazi kraj njih. Na sredini sobe je krvavo truplo, koje u jednoj ruci ima revolver, a u drugoj kasetofon. 
Adam i Dr. Gordon uskoro nađu kuverte u svojim džepovima. Kada otvore kuvertu, u njoj nađu kasetu s porukom "Pusti me". U doktorovoj kuverti, zajedno s Kasetom, nalazi se još i ključ i metak. Nakon što Adam dosegne kasetofon koji je držalo truplo, pusti svoju kasetu na kojoj je bio snimljen glas nepoznatog čovjeka koji im prenosi poruku. Glas se obraća Adamu osobno i kaže mu da bi soba u kojoj se sad nalazi mogla biti mjesto njegove smrti, osim ako ne napravi nešto u vezi s tim. Kada njegova kaseta završi, zbunjeni Adam uzme kasetu dr. Gordona i pusti je. Na kaseti, isti glas kaže dr. Gordonu kako će njegova kći i žena umrijeti ako ne ubije Adama u određenom vremenskom periodu. Šokirani par očajnički se pokušava osloboditi svojih lanaca, sve dok dr. Gordon ne dođe do zaključka tko ih je oteo. 
Gordon objasni Adamu da je jedina osoba sposobna da postavi ovakvu zamku serijski ubojica Jigsaw. Gordon kaže da se jednom mislili da je on pravi identitet ubojice. 
U raznim bljeskovima sijećanja, dva detektiva David Tapp (Danny Glover) i Steven Sing (Ken Leung) su prikazani kako pregledavaju ostatke Jigsawovih smaronosnih zamki i njihovih žrtava. Kasnije, dr. Gordon je pozvan od dvojice detektiva iz bolnice u stanicu na ispitivanje u tome gdje je bio za vrijeme ubojstava. Gordon svom odvjetniku kaže da je nevin, no rečeno mu je da pogleda i posluša jedinu preživjelu žrvtu Jigsawovih zamki, Amandu Young. Potresena, Amanda je ispričala kako je za dlaku pobjegla svojoj groznoj zamci. Kaže da joj je ubojica "pomogao" i govori da Jigsaw samo upozorava ljude na to kako uzimaju svoj život zdravo za gotovo i zanemaruju ga. 
Kada se bljeskovi završe, i radnja se vrati u sadašnjost, Gordon i Adam otkriju da je u sobi video-kamera koja je smještena unutar jednostranog ogledala i koja prati svaki njihov pokret. U međuvremenu, det. Tapp, koji je i dalje uvjeren da je dr. Gordon Jigsaw, pobliže proučava ubojičinu lokaciju. Uskoro je otkriveno, da je nakon bljeskova, Tappov partner Sing ubijen u jednoj od Jigsawovih zamki, a samom Tappu je prerezan grkljan od strane maskirane osobe, koja je zapravo Jigsaw.
U kupaonici, Gordon pronalazi dvije cigarete, upaljač i mobitel koji samo prima pozive. U ovoj točki, Gordon se sjeti što se dogodilo neposredno prije nego što je otet i doveden u kupaonicu. Uskoro dobiva ideju da on i Adam lažiraju Adamovu smrt kako bi pobjegli. Plan propadne kada Adam dobije elektrošok od struje koja prolazi kroz njegove lance. Tada se i Adam sjeti svega.
Gordon uskoro otkrije da jedna Adamova fotografija prikazuje čovjeka, Zepa (Michael Emerson), jednog od Gordonovih kolega kako drži Gordonovu kći i suprugu kao taoce. Gordon je sada uvjeren da je Zep pravi Jigsaw.
Ubrzo nakon toga, vremenski limit izložen u kupaonici je istekaom i Gordon je shvatio da je jedini način da se oslobdi da si otpili stopalo. Adam počinje vrištati kada se Gordon ugrize za svoju majicu i počne si pilati stopalo. Detektiv Tapp je pronašao Zepa i njih dvojica su se potukli. Tapp je u tuči upucan i ostavljen mrtav. U kupaoni, Gordon je bez stopala otpuzao do trupla na sredini sobe i uzeo pištolj iz njegove ruke te je nevoljko upucao Adama s njim. Jecajući, Gordon plačući kaže da je ispunio svoj zadatak i ubio Adama.
Zep dolazi u kupaonicu i kaže Gordonu da je vrijeme isteklo, no oživjeli Adam skoči i obori Zepa. Adam brzo uzima poklopac zahodske školjke i zdrobi Zepovu lubanju s njom tako ga ubivši. Nakon toga dr. Gordon kaže Adamu da treba otići po pomoć, te ispuže kroz otvorena vrata. 
Prestrašeni Adam ubrzo počne pretraživati Zepove džepove u nadi da nađe ključ da se oslobodi svojh okova. Umjesto toga, Adam u njegovom džepu nađe još jedan kasetofon koji otrkiva da Zep zapravo nije Jigsaw, nego da je on samo još jedna u nizu žrtava Jigsawovih igrica.
Nakon toga truplo sa sredine prostorije se ustane tako otkrivši pravi identitet ubojice Jigsawa. On prestravljenom Adamu kaže da je jedini ključ za njegove okove u kadi u kojoj se on nalazio. Adam se tada sjeti da je vidio neki objekt kako ide niz cijev kada se probudio. Adam je dohvatio pištolj na podu, no Jigsaw je pritisnuo jedan mali gumb na upravljaču, koji je Adamu priredio elektrošok (isto kao prije) i ostavio ga u nesvijesti. Jigsaw tada polako priđe vratima, te se okrene i kaže Adamu "Game over". Jigsaw tada zatvori vrata. Ekran se zamračuje, a u pozadini se čuje Adamov vrisak koji se odbija od zidove prostorije prouzrokujući jeku dok ide odjavna špica.

## Glumačka postava
| Glumac          | Uloga                |
| --------------- | -------------------- |
| Cary Elwes      | Dr. Lawrence Gordon  |
| Leigh Whannell  | Adam Faulkner        |
| Danny Glover    | Det. David Tapp      |
| Monica Potter   | Alison Gordon        |
| Tobin Bell      | John Kramer / Jigsaw |
| Ken Leung       | Det. Steven Sing     |
| Dina Meyer      | Det. Kerry           |
| Michael Emerson | Zep Hindle           |
| Mike Butters    | Paul Stallberg       |
| Paul Gutrecht   | Mark Rodriguez       |
| Benito Martinez | Brett                |
| Shawnee Smith   | Amanda Young         |
| Makenzie Vega   | Diana Gordon         |
| Ned Bellamy     | Jeff                 |

## Kritike
Slagalica strave je bila financijski uspjeh: snimana s malim budžetom od 1,2 milijuna $, zaradila je preko 55 milijuna $ na box officeu.
Kritike su bile različite: Slagalica strave je dobila rejting od 45% od Rotten Tomatoesa, dok je od najcjenjenih kritičara dobila samo 29%.
Rekacije publike bile su izvrsne: Slagalica strave dobila je od publike rejting od 74% na Rotten Tomtoes, dok joj je ocjena publike na IMDb-u 7.6.

## Nagrade i nominacije
- Nominacije: Nagrada Saturn - najbolji horor 2004.

## Vanjske poveznice
- Službena stranica
- Slagalica strave u internetskoj bazi filmova IMDb-a
- Official Message Board  Arhivirana inačica izvorne stranice od 3. rujna 2006. (Wayback Machine)